# Estado de Órgiva
El Estado de Órgiva fue un señorío español situado en el Reino de Granada, compuesto por los lugares de la antigua taha de Órgiva; a saber, Órgiva, Cáñar, Carataunas y lugar de Busquístar, este último lugar era de la taha de Ferreira. 
Este señorío que había sido concedido por los Reyes Católicos al Gran Capitán, fundador de la Casa de Sessa, pasó luego a los Señores de Valenzuela, linaje entroncado con una rama menor de la Casa de Cabra, para finalmente recaer en el Condado de Sástago.